# Mufu
Mufu är en socken i Kina. Den ligger i provinsen Sichuan, i den sydvästra delen av landet, omkring 350 kilometer söder om provinshuvudstaden Chengdu. Antalet invånare är 4 096. Befolkningen består av 2 042 kvinnor och 2 054 män. Barn under 15 år utgör 36 %, vuxna 15-64 år 59 %, och äldre över 65 år 3,0 %.
Genomsnittlig årsnederbörd är 1 080 millimeter. Den regnigaste månaden är juli, med i genomsnitt 250 mm nederbörd, och den torraste är december, med 5 mm nederbörd.